# Walleralm (Sudelfeld)
Die Walleralm (auch: Waller Alm) ist eine Alm in der Gemeinde Bayrischzell.
Eine Almhütte der Walleralm steht unter Denkmalschutz und ist unter der Nummer D-1-82-112-58 in die Bayerische Denkmalliste eingetragen.

## Baubeschreibung
Die östliche Almhütte der Walleralm steht unter Denkmalschutz. Es handelt sich um einen erdgeschossigen, teilweise verbretterten Blockbau mit Flachsatteldach. Die Firstpfette ist mit dem Jahr 1783 bezeichnet.

## Heutige Nutzung
Die Walleralm wird von der Oberen Sudelfeldalm aus mitbestoßen. Der Berggasthof Walleralm befindet sich wenige Meter westlich der historischen Almhütte und ist bewirtet.

## Lage
Die Walleralm befindet sich am Sudelfeld in der Nähe des Sudelfeldkopfes auf einer Höhe von 1410 m ü. NN.